# لورنزو میوزیک
لورنزو میوزیک (انگلیسی: Lorenzo Music; ۲ مهٔ ۱۹۳۷ – ۴ اوت ۲۰۰۱) بازیگر، صداپیشه، نویسنده، تهیه‌کننده تلویزیونی، موسیقی‌دان، فیلم‌نامه‌نویس و بازیگر تلویزیون اهل ایالات متحده آمریکا بود. وی بین سال‌های ۱۹۶۲ تا ۲۰۰۱ میلادی فعالیت می‌کرد.
از فیلم‌ها یا برنامه‌های تلویزیونی که وی در آن نقش داشته‌است می‌توان به نیکلودئون، ماجراهای خرگوش آمریکایی و اوه! سگ بهشتی اشاره کرد.
وی همچنین برندهٔ جوایزی همچون جایزه امی ساعات پربیننده برای نویسندگی مجموعه کمدی شده‌است.